# Antoinette Guedia
Antoinette Joyce Guedia Mouafo (21 oktober 1995) is een Kameroens zwemster.
Tijdens de Olympische Zomerspelen van 2008 in Peking kwam ze voor Kameroen uit op de 50 meter vrije slag. Ze zwom een tijd van 33.59.
Tijdens de Olympische Spelen in Peking was ze met haar 12-jarige leeftijd de jongste sporter.

## Voetnoten
1. ↑  De vrouwelijke Moussambani[dode link], AD.nl, 15 augustus 2008.